# Топчулар
Топчулар (на турски: Topçular) е село в Източна Тракия, Турция, вилает Лозенград.

## География
Селото се намира на 19 км северно от Кофчаз.

## История
В XIX век Топчулар е село в Лозенградската кааза на Одринския вилает на Османската империя. Според „Етнография на вилаетите Адрианопол, Монастир и Салоника“, издадена в Константинопол в 1878 година и отразяваща статистиката на населението от 1873, Топчилар (Toptchilar) е село с 42 домакинства и 133 жители мюсюлмани.